# Афросорициды
Афросорици́ды (лат. Afrosoricida) — отряд плацентарных млекопитающих. Включает семейства златокротовых (Chrysochloridae), тенрековых (Tenrecidae) и выдровых землероек (Potamogalidae), насчитывающих около 55 видов, которые обитают в Африке и на Мадагаскаре.
Раньше семейства афросорицид вместе с семействами ежовых (Erinaceidae), землеройковых (Soricidae), кротовых (Talpidae) и щелезубов (Solenodontidae) объединяли в отряд Insectivora (в русской терминологии — насекомоядные). В настоящее время эти семейства относят к отряду Eulipotyphla (русское название «насекомоядные» теперь применяется именно к этому таксону млекопитающих). Семейство Potamogalidae было выделено из Tenrecidae в 2016 году. Молекулярно-генетические данные предполагают, что афросорициды и насекомоядные не связаны друг с другом, а просто развиваются конвергентно.

## Систематическое положение
Выделение афросорицид в отдельный отряд было впервые предложено в 1972 году зоологом П. М. Батлером, а обосновано в 1998 году на основе молекулярно-генетических исследований. Отряд входит в состав надотряда Afrotheria.
Отделение ветви филогенетического дерева афросорицид, ведущей к семейству златокротовых, от ветви, ведущей к семействам тенрековых и выдровых землероек, произошло весьма рано. Поэтому многие исследователи признают правомерность выделения златокротовых в отдельный подотряд Chrysochloridea, а тенрековых и выдровых землероек — в подотряд Tenrecomorpha. Классификация подобного рода впервые была предложена британским зоологом П. М. Батлером в 1972 году; однако у Батлера вместо подотряда Chrysochloridea выступает таксон Chrysochlorida, а выдровые землеройки включены в состав тенрековых.

## Описание
Длина тела у афросорицид — от 4 до 39 см, масса — от 15 г до 2 кг. По внешнему виду весьма разнообразны.
Мозг у афросорицид невелик, его полушария гладкие и не перекрывают мозжечок. Для черепа характерно отсутствие заглазничной дуги. Афросорицидам присущ особый тип строения верхних моляров, называемый залямбдодонтией: коронки этих зубов напоминают по своей форме греческую букву Λ, а метакон утрачен (этот тип строения у млекопитающих встречается достаточно редко, хотя независимо возникал несколько раз). Впрочем, выдровые землеройки имеют дилямбдодонтные верхние моляры (структура коронки W-образная).
Уникальной особенностью афросорицид (выделяющей их среди всех других отрядов плацентарных млекопитающих) является наличие у них клоаки; у остальных плацентарных клоака присутствует лишь в начале зародышевого развития, а затем разделяется на мочеполовой синус и конечный отдел прямой кишки, которые открываются наружу не связанными друг с другом отверстиями (мочеполовым и заднепроходным). Для афросорицид характерно также отсутствие слепой кишки (признак, свойственный и насекомоядным).
Представители отряда питаются животной пищей: насекомыми и другими беспозвоночными, иногда — мелкими позвоночными.
Населяют различные места обитания и от засушливых пустынных регионах до лугов и лесов. Некоторые виды ведут полуводный образ жизни и, соответственно, могут быть найдены вдоль рек и других водоемов. Обитают на высоте от нуля до 4000 метров над уровнем моря.